# Tokusou Sentai Dekaranger
Tokusou Sentai Dekaranger (特捜戦隊デカレンジャー Tokusō Sentai Dekarenjā) - Chiến đội Đặc sưu Dekaranger là series Super Sentai thứ 28, do Toei Company sản xuất và phát sóng trên TV Asahi từ ngày 15/2/2004 đến ngày 6/2/2005, song song với series Kamen Rider Blade trong giờ phim Super Hero Time. Bộ phim được hãng phim Phương Nam mua bản quyền, thuyết minh và phát hành tại Việt Nam với tên gọi Anh em Siêu nhân Deka - Lực lượng đặc nhiệm S.P.D . Đây là series Super Sentai thứ hai lấy đề tài hình sự (sau Timeranger). Từ kanji tokusou (特捜) được dịch theo âm Hán Việt là đặc sưu nên series này còn được gọi là Chiến đội Đặc nhiệm Dekaranger. Bản Mỹ hoá là Power Rangers: S.P.D. Riêng Hàn Quốc chỉ lấy tên tiêu đề phim để lồng tiếng Hàn cho phiên bản gốc của Tokusou Dekaranger chứ không liên quan gì đến bản làm lại từ Dekaranger mà Saban Entertainment sản xuất và phát hành năm 2005.

## Cốt truyện
Bộ phim lấy bối cảnh vũ trụ bước vào thời kỳ công nghệ tân tiến, cư dân vũ trụ có thể đến những hành tinh khác chung sống hòa bình. Nhưng những tên tội phạm vũ trụ, được gọi là Alienizer, cũng lợi dụng điều này để thực hiện những hành vi phạm tội với phạm vi xuyên vũ trụ cùng thủ đoạn vô cùng tinh vi và nguy hiểm. Để ngăn chặn lũ tội phạm cũng như bảo vệ an ninh trên khắp thiên hà, cơ quan cảnh sát không gian S.P.D (Special Police Dekaranger) được thành lập và đặt trụ sở trên mọi hành tinh trong vũ trụ. Bối cảnh chủ yếu của phim là ở phân khu Trái Đất, với các vụ án do Alienizer ở đây gây ra.

## Nhân vật

### Dekaranger
- Ban (バン?) -  Deka Red (デカレッド Dekareddo?)

Tên đầy đủ: Akaza Banban (赤座 伴番 (Xích Tọa Phiên Ba)). Thành viên số 1, nhưng gia nhập đội gần chót. Anh được cử đến công tác tại phân khu Trái Đất sau khi tốt nghiệp khoá huấn luyện. Ban mang nhiệt huyết ngút trời, tinh thần chính nghĩa rất cao và luôn căm thù lũ tội phạm. Bên cạnh đó anh còn là người hoạt bát, dễ gần, giúp các thành viên trong đội thấu hiểu, gắn kết hơn, thúc đẩy họ hoàn thiện bản thân, giống như ''quả cầu lửa'' của đội. Anh hay gọi Hoji là "Cộng sự", và gọi Tetsu là "Hậu bối“. Khi chiến đấu, Ban sử dụng cặp súng D-Magnum và Juu Kun Do - loại quyền pháp dùng súng làm vũ khí hỗ trợ. Ngoài ra thì kiếm pháp của Ban cũng rất đáng nể, thừa hưởng từ gia đình truyền thống Samurai. Sau khi đánh bại Agent Abrera, anh rời Trái Đất để gia nhập Fire Squad, đội đặc nhiệm do Gokyu Rou - DekaRed tiền nhiệm thành lập và dần thăng tiến, trở thành đội trưởng của Fire Squad.
- Hōjī (ホージー?) - Deka Blue (デカブルー Dekaburū?)

Tên đầy đủ: Tomasu Hōji (戸増 宝児 (Hộ Tăng Bảo Nhi)). Thành viên số 2, và là một trong những thành viên đầu tiên của phân khu Trái Đất cùng với Sen, Jasmine và Goukyu Rou. Là người trầm tĩnh, cầu toàn, thông minh và quyết đoán. Anh còn là "thiện xạ" của đội, với khả năng ngắm bắn và chớp thời cơ siêu phàm. Ban đầu, Hoji rất khó chịu với Ban vì tính cách trái ngược, rất ghét cách gọi "Cộng sự" của Ban với mình. Nhưng sau bao lần cùng nhau phá án, dù không nói ra, Hoji nhận ra Ban mới là không thể thay thế, coi Ban là cộng sự tuyệt vời nhất và luôn nỗ lực, thậm chí vượt qua bài kiểm tra Tokkyou để vượt qua Ban. Nhưng anh từ chối huy hiệu vàng Tokkyou vì sự đau lòng anh phải gánh chịu trong bài kiểm tra cuối cùng, và nhận ra bản thân trở thành đặc cảnh là để bảo vệ cho mọi người chứ không phải thăng tiến. Hồi còn ở học viện, Hoji có một người bạn thân là Vino, và họ cùng hứa sẽ bảo vệ hoà bình vũ trụ. Nhưng sau này, Vino lầm đường lạc lối và trở thành một tên tội phạm, và Hoji phải tử hình người bạn của mình. Anh có một cô em gái tên là Miwa. Gia đình chỉ có hai anh em nương tựa vào nhau. Tuy nhiên đặc thù công việc của một đặc cảnh khiến Hoji ít có thời gian bên cạnh Miwa, kể cả khi cô thông báo kết hôn và muốn anh hai cùng mình đón tiếp gia đình thông gia thì Hoji cũng không đến được. Nhưng nhờ Ban mà Hoji đến nơi kịp lúc và chung vui với em gái. 8 năm sau, bê bối của cảnh sát vũ trụ bị phanh phui mà sếp Doggie Kruger có liên can, Hoji tự giam mình trong phòng máy tính suốt 2 năm chỉ để điều tra lại vụ án đó, khiến anh trở nên phờ phạc, phải chịu nhiều tiếng xấu như làm việc không tận tâm, cả ngày chỉ chơi điện tử…và chỉ bước chân ra khỏi phòng máy tính khi Ban từ Fire Squad trở về lên kế hoạch vạch trần vụ án năm xưa, giải oan cho sếp của mình. 
- Sen (セン?) - Deka Green (デカグリーン Dekagurīn?)

Tên đầy đủ: Enari Sen'ichi (江成 仙一 (Giang Thành Tiên Nhất)). Thành viên số 3, là con út trong gia đình 7 thành viên. Lúc nhỏ, Sen bị rơi xuống giếng lúc đang chơi và được một cảnh sát địa phương cứu giúp, nên anh quyết tâm trở thành cảnh sát khi lớn lên. Sen rất hiền lành, luôn điềm tĩnh và quan tâm mọi người xung quanh. Nhưng Sen là người có tinh thần chính nghĩa cao nhất cả đội, và rất đáng sợ khi tức giận. Anh còn có điểm yếu là sợ những nơi chật hẹp, do ảnh hưởng từ tai nạn lúc nhỏ. Mỗi khi suy nghĩ, anh thường làm động tác "trồng cây chuối", và cũng là bộ não của cả đội, thường xuyên có những giải pháp đột phá khi truy lùng tội phạm. Khi chiến đấu, Sen nổi bật với khả năng dùng chân tung cước. Anh có tình cảm với Umeko và hai người đến với nhau rồi kết hôn
- Jasmine (ジャスミン?) - Deka Yellow (デカイエロー Dekaierō?)

Tên thật: Reimon Marika (礼紋 茉莉花 (Lễ Văn Mạt Lị Hoa)). Thành viên số 4, là một nhà ngoại cảm và có vai trò quan trọng trong việc tìm kiếm tội phạm. Nhưng thời niên thiếu, Jasmine không kiểm soát được khả năng ngoại cảm quá mạnh mẽ của mình, khiến cô phải trải qua những năm tháng bất hạnh vì bị mọi người, thậm chí cả cha mẹ xa lánh do bản thân không giống ai, thậm chí muốn buông xuôi, chấp nhận chết dưới họng súng của một tên Alienizer. Nhưng chỉ huy Doggie Kruger đã cứu cô, trao cho cô niềm tin vào cuộc sống và giúp cô hiểu ra ý nghĩa của sức mạnh mình đang có. Kể từ đó, Jasmine luôn đeo găng tay để khả năng ngoại cảm không vượt quá tầm kiểm soát và chỉ tháo ra khi cần để phục vụ điều tra. Trong đội, cô rất thân với Umeko và tạo thành cặp "TwinCam Angels". 10 năm sau, Jasmine kết hôn với Hikaru Hiwatari, một cậu nhóc cũng có khả năng ngoại cảm giống cô từng xuất hiện ở tập 7 và 8, và cả hai có với nhau một cậu con trai. 
- Umeko (ウメコ?) - Deka Pink (デカピンク Dekapinku?)

Tên thật: Kodō Ko'ume (胡堂 小梅 (Hồ Đường Tiểu Mai)). Thành viên số 5, đội trưởng “tự xưng” của Dekaranger, là cô gái vui tính, dễ thương và cũng rất dễ nổi nóng. Cô rất thích tắm và giành phần lớn thời gian sau công vụ để ngâm mình trong bồn tắm, nhưng về sau phảitranh giành với Tetsu. Cô còn có khả năng thay đồ siêu nhanh. Trong đội, Umeko được giao nhiệm vụ trông nom Murphy K-9 - cảnh khuyển máy được gửi tới hỗ trợ phá án. Umeko luôn tin tưởng đồng đội, thậm chí sẵn sàng đặt cược tính mạng để giúp đỡ họ. Umeko từng có một mối tình nhưng nhanh chóng đổ vỡ khi phát hiện bạn trai mình là tên tội phạm lừa tình khắp vũ trụ, đang lợi dụng cô để cướp lấy trái tim trong trắng rồi sau đó giết cô. Chính Sen đã lật tẩy bộ mặt thật của hắn, và sau lần đó, Umeko nhận ra chỉ có Sen mới thật sự yêu thương, quan tâm cô. Cả hai sau đó đến với nhau rồi kết hôn.
- Tetsu (テツ?) - Deka Break (デカブレイク Dekabureiku?)

Tên thật: Aira Tekkan (姶良 鉄幹 (Ấp Lương Tiết Hàn)), Thành viên số 6 (VI), gia nhập đội trễ nhất. Anh là sỹ quan Tokkyou (特キョウ), là đơn vị tinh nhuệ của cảnh sát vũ trụ, được cấp huy hiệu vàng và cấp bậc cao hơn 5 thành viên Dekaranger, dù là người trẻ nhất. Anh được tổng tư lệnh Numa - O cử tới phân khu Trái Đất để phối hợp truy bắt nhóm tội phạm "Ba anh em địa ngục". Mới đầu, Tetsu rất coi thường Dekaranger, cho rằng cảm xúc hay tinh thần chính nghĩa là phù phiếm, và để cảm xúc xen vào công việc là không chuyên nghiệp. Nhưng khi thấy Dekaranger chiến đấu với cảm xúc mãnh liệt cùng ngọn lửa công lý rực cháy, Tetsu nhận ra cảm xúc trong chiến đấu cũng rất tuyệt vời và thay đổi cách nhìn về họ. Sau vụ án, Tetsu không quay về trụ sở mà ở lại phân khu Trái Đất để công tác. Tetsu có quá khứ bất hạnh khi cha mẹ anh bị Jeanio - tên tội phạm đang bị truy nã giết chết trong lúc chạy trốn. Sau này, chính Tetsu bắt giữ Jeanio rồi trực tiếp tử hình hắn. Anh hay nói "nonsense" khi có ai nói gì đó vô lý. Sau khi thành công tiêu diệt Agent Abrera, Tetsu chính thức là thành viên thuốc phân khu Trái Đất. 8 năm sau, khi chỉ huy Doggie Kruger liên can đến vụ bê bối của cảnh sát vũ trụ và đang trong quá trình dưỡng thương, Tetsu tạm thời thay ông làm chỉ huy trưởng phân khu Trái Đất.
- Doggie Kruger (ドギー・クルーガー Dogī Kurūgā?) - Deka Master (デカマスター Dekamasutā?)

Boss (ボス Bosu) - sếp của đội, cư dân hành tinh Anubis, giữ chức vụ chỉ huy trưởng phân khu Trái Đất. Doggie là một ông sếp rất nghiêm khắc nhưng cũng rất thấu hiểu cấp dưới. Ông luôn muốn các Dekaranger có thể tự lập, không dựa dẫm vào ông trong các vụ án. Vũ khí chiến đấu của Doggie là một thanh kiếm tên "D-Sword Vega". Thời niên thiếu, Doggie được bậc thầy kiếm pháp đến từ hành tinh Bokuden, người nắm giữ bí kỹ Ngân Hà Kiếm Pháp nhận làm đệ tử cùng con trai ông ta là Bisques. Nhưng Bisques không thể so với Doggie, cộng với việc cha hắn truyền lại bí kỹ Ngân Hà Kiếm Pháp cho kẻ không cùng máu mủ như Doggie khiến hắn đố kỵ, căm hận và lún sâu vào tội lỗi. Đỉnh điểm là khi hắn đến Trái Đất làm loạn, thách thức Dekaranger rồi cướp phù hiệu của họ. Doggie dù rất kính trọng sư phụ, từng hứa với sư phụ sẽ giúp đỡ Bisques, nhưng trước việc thằng con trời đánh của sư phụ gây ra quá nhiều tội ác, ông buộc phải tử hình Bisques. Doggie còn là chiến binh mạnh mẽ, có thể đương đầu với rất nhiều đối thủ một lúc mà vẫn dành chiến thắng dễ dàng. Kể cả khi bị đánh bại, kẻ thù cũng không thể giết được ông. Sau này, khi nhóm Gokaiger đến Trái Đất, ông đã ra lệnh bắt giữ họ vì cho rằng họ cũng như những tên hải tặc khác. Nhưng khi bị lũ Zangyack đả thương và được Captain Marvelous cứu giúp, Doggie mới nhận ra Gokaiger khác với những tên hải tặc khác nên đã trao quyền năng của Dekaranger cho họ. Vài năm sau, Doggie phát giác việc Kight Reidlich, tổng tư lệnh S.P.D khi đó đã bán thông tin tuyệt mật cho bọn mafia vũ trụ, rồi sau đó giết chúng cùng một người dân vô tội để bịt đầu mối. Nhưng ông bị hắn đả thương rồi giả dạng để đổ mọi tội lỗi lên đầu ông. Nhưng nhóm Dekaranger, cùng nhân chứng là con gái của người dân bị giết trong vụ án đó, đã vạch trần tội trạng của hắn 2 năm sau đó, trả lại trong sạch cho sếp của mình. Ông còn có tình cảm với trưởng bộ phận thiết kế máy móc là Shiratori Swan nhưng phải đến 10 năm sau ông mới dám thổ lộ tình cảm của mình, và Swan đã chấp nhận tình cảm của ông. 
- Shiratori Swan (白鳥 • スワン Shiratori Suwan?) - Deka Swan (デカスワン DekaSuwan?):

Trưởng bộ phận thiết kế và bảo trì máy móc, phụ trách điều hành DekaBase và bảo trì DekaMachine. Cô đến từ hành tinh Cigno, nhưng dành tình cảm đặc biệt cho Trái Đất, thậm chí sẵn sàng từ chối chức vụ cao hơn để được ở lại Trái Đất. Cô được biến thân thành DekaSwan 4 năm 1 lần. Swan cũng có tình cảm với Doggie. 
- Murphy K9 (マーフィーK9 (ケーナイン) Māfī Kē Nain?)

Cảnh khuyển robot được gửi đến phân khu Trái Đất phục vụ công tác điều tra phá án, có thể biến thành vũ khí kết liễu D-Bazooka và bộ giáp Battlelizer.
- Lisa Teegel (リサ・ティーゲル Risa Tīgeru?) - Deka Bright (デカブライト Dekaburaito?)

Chỉ huy lực lượng đặc cảnh tinh nhuệ Tokkyou và cấp bậc ngang hàng với Doggie. Chính cô đích thân huấn luyện Tetsu trở thành một sỹ quan Tokkyou, luôn yêu cầu Tetsu phải "không có cảm xúc" và không quan tâm tới bất kỳ điều gì ngoài việc truy bắt tội phạm. Lo ngại Dekaranger phân khu Trái đất sẽ ảnh hưởng tới Tetsu khi anh đã dùng tới cảm xúc, cô muốn đem anh về hành tinh khác huấn luyện lại nhưng đã đổi ý khi thấy cách chiến đấu của Tetsu cùng Dekaranger Trái Đất.
- Mari Gold (マリー・ゴールド Marī Gōrudo?) - Deka Gold (デカゴールド Dekagōrudo?)

Nhân vật xuất hiện trong movie, là đặc cảnh từ phân khu hành tinh Leslie, nhưng phải bỏ trốn đến Trái Đất khi cư dân hành tinh của cô bị nhóm tội phạm Gas Drinker đầu độc rồi biến thành máy móc. Chúng cũng đã phá hủy trụ sở S.P.D tại hành tinh này. Mari có cảm tình với Ban và Ban cũng rất thích cô, thậm chí còn dán hình cô lên S.P License. Là chiến binh vàng kim đầu tiên của Super Sentai.
- Tổng tư lệnh Hành tinh Horus - Numa O (ホルス星人ヌマ· O長官 Horusu Seijin Numa O-chōkan?)

Người hành tinh Horus, giữ chức vụ tổng tư lệnh S.P.D, có quyền hành cao nhất của cảnh sát vũ trụ. Ông cũng là người cử Tetsu đến phân khu Trái Đất và trực tiếp giám sát Hoji trong bài kiểm tra Tokkyou.

### Alienizer
Ám chỉ những tên tội phạm vũ trụ. Cảnh sát vũ trụ có quyền bắt giữ và đưa ra phán xét với những tên tội phạm này, nếu chúng gây án trên hành tinh mà họ đang công tác. Ở phân khu Trái Đất, chúng được tiếp tay bởi Agent Abrera.

#### Agent Abrera
Cư dân hành tinh Rain. Hắn là tên gian thương đứng sau tiếp tay cho lũ tội phạm vũ trụ bằng việc buôn bán trái phép vũ khí, hàng cấm và thông tin mật. Hắn cũng gián tiếp hủy diệt rất nhiều thiên hà bằng việc kích động chiến tranh giữa các hành tinh, và ngang nhiên thách thức lực lượng cảnh sát vũ trụ. Nhưng hắn đã bị Dekaranger phân khu Trái Đất tóm gọn và phán tội tử hình.

### Nhân vật khác
- Hikaru (7-8).
- Zamuzan Myra (9-10)
- Flora (15-16).
- Zoinaian Bettonin ( Zoinaseijin Bettonin?, 18).
- Shinnooian Hakutaku ( Shinnooseijin Hakutaku?, 25, 34, 48).
- Slorpean Faraway ( Surōpu Seijin Farawei?, 30).
- Chanbenarian Gin ( Chanberaseijin Gin?, 34, 48).
- Thám tử Cho (35).
- Bakuryuu Sentai Abaranger: đội Sentai 2003. Xuất hiện trong Tokusou Sentai Dekaranger vs. Abaranger.
- Mahou Sentai Magiranger: Xuất hiện trong Magiranger vs. Dekaranger.

## Tập phim
Các tập phim đều được đặt tựa bằng tiếng Anh.
1. Fireball Newcomer (ファイヤーボール・ニューカマー Faiyābōru Nyūkamā?, Quả cầu lửa tân binh)
2. Robo Impact (ロボ・インパクト Robo Inpakuto?, Robo chấn động)
3. Perfect Blue (パーフェクト・ブルー Pāfekuto Burū?, Xanh lam hoàn hảo)
4. Cyber Dive (サイバー・ダイブ Saibā Daibu?, Mạng sinh tồn)
5. Buddy Murphy (バディ・マーフィー Badi Māfī?, Bạn thân Murphy)
6. Green Mystery (グリーン・ミステリー Gurīn Misuterī?, Xanh lục huyền bí)
7. Silent Telepathy (サイレント・テレパシー Sairento Terepashī?, Giao cảm tĩnh lặng)
8. Rainbow Vision (レインボー・ビジョン Reinbō Bijon?, Khung cảnh cầu vồng)
9. Stake Out Trouble (ステイクアウト・トラブル Suteikuauto Toraburu?, Cuộc theo dõi đầy khó khăn)
10. Trust Me (トラスト・ミー Torasuto Mī?, Hãy tin tôi)
11. Pride Sniper (プライド・スナイパー Puraido Sunaipā?, Lính bắn tỉa kiêu hãnh)
12. Babysitter Syndrome (ベビーシッター・シンドローム Bebīshittā Shindorōmu?, Hội chứng giữ trẻ)
13. High Noon Dogfight (ハイヌーン・ドッグファイト Hai Nūn Doggufaito?, Trận chiến của Địa Ngục Phiên Khuyển)
14. Please, Boss (プリーズ・ボス Purīzu Bosu?, Làm ơn, sếp)
15. Android Girl (アンドロイド・ガール Andoroido Gāru?, Cô gái người máy)
16. Giant Destroyer (ジャイアント・デストロイヤー Jaianto Desutoroiyā?, Kẻ huỷ diệt khổng lồ)
17. Twin Cam Angel (ツインカム・エンジェル Tsuin Kamu Enjeru?, Thiên thần song sinh)
18. Samurai Go West (サムライ・ゴーウエスト Samurai Gō Uesuto?, Samurai đi về hướng tây)
19. Fake Blue (フェイク・ブルー Feiku Burū?, Xanh lam giả mạo)
20. Running Hero (ランニング・ヒーロー Ranningu Hīrō?, Anh hùng chạy nhanh)
21. Mad Brothers (マッド・ブラザーズ Maddo Burazāzu?, Hai anh em điên)
22. Full Throttle Elite (フルスロットル・エリート Furu Surottoru Erīto?, Tăng hết ga kẻ ưu tú)
23. Brave Emotion (ブレイブ・エモーション Bureibu Emōshon?, Cảm xúc dũng mãnh)
24. Cutie Negotiator (キューティー・ネゴシエイター Kyūtī negoshieitā?, Nhà thương thuyết dễ thương)
25. Witness Grandma (ウィットネス・グランマ Wittonesu Guranma?, Bà lão nhân chứng)
26. Cool Passion (クール・パッション Kūru Passhon?, Nhiệt huyết tuyệt vời)
27. Funky Prisoner (ファンキー・プリズナー Fankī Purizunā?, Tên tội phạm vui tính)
28. Alienizer Returns (アリエナイザー・リターンズ Arienaizā Ritānzu?, Alienizer quay lại)
29. Mirror Revenger (ミラー・リベンジャー Mirā Ribenjā?, Tấm gương kẻ báo thù)
30. Gal Hazard (ギャル・ハザード Gyaru Hazādo?, Cô gái nguy hiểm)
31. Princess Training (プリンセス・トレーニング Purinsesu Torēningu?, Công chúa tập sự)
32. Discipline March (ディシプリン・マーチ Dishipurin Māchi?, Khổ luyện)
33. SWAT Mode On (スワットモード・オン Suwatto Mōdo On?, Bật chế độ giải cứu con tin)
34. Celeb Game (セレブ・ゲーム Serebu Gēmu?, Mục tiêu trò chơi)
35. Unsolved Case (アンソルブド・ケース Ansorubudo Kēsu?, Vụ án khó nhằn)
36. Mother Universe (マザー・ユニバース Mazā Yunibāsu?, Người mẹ vũ trụ)
37. Hard Boiled License (ハードボイルド・ライセンス Hādo Boirudo Raisensu?, Bằng cấp khó xơi)
38. Bom Cycling (サイクリング・ボム Saikuringu Bomu?, Cycling Bomb)
39. Requiem World (レクイエム・ワールド Rekuiemu Wārudo?, Thế giới cầu siêu)
40. Gold Badge Education (ゴールドバッヂ・エデュケーション Gōrudo Baddji Edyukēshon?, Huấn luyện huy hiệu vàng kim)
41. Trick Room (トリック・ルーム Torikku Rūmu?, Căn phòng lừa dối)
42. Skull Talking (スカル・トーキング Sukaru Tōkingu?, Bài giải về hộp sọ)
43. Meteor Catastrophe (メテオ・カタストロフ Meteo Katasutorofu?, Thảm hoạ thiên thạch)
44. Mortal Campaign (モータル・キャンペーン Mōtaru Kyanpēn?, Kẻ chuyên giết cảnh sát)
45. Accidental Present (アクシデンタル・プレゼント Akushidentaru Purezento?, Món quà bất ngờ)
46. Propose Panic (プロポーズ・パニック Puropōzu Panikku?, Nỗi sợ báo trước)
47. Wild Heart, Cool Brain (ワイルドハート・クールブレイン Wairudo Hāto Kūru Burein?, Cái đầu lạnh, trái tim nóng)
48. Fireball Succession (ファイヤーボール・サクセション Faiyābōru Sakuseshon?, Quả cầu lửa hoàn thành)
49. Devil's Deka Base (デビルズ・デカベース Debiruzu Dekabēsu?, Ác quỷ Deka Base)
50. Forever Dekaranger (フォーエバー・デカレンジャー Fōebā Dekarenjā?, Mãi mãi là Dekaranger)

### Các phần phim điện ảnh
- Tokusou Sentai Dekaranger the Movie: Full Blast Action (2004)
- Tokusou Sentai Dekaranger vs. Abaranger [2004]
- Tokusou Sentai Dekaranger: DekaRed vs. DekaBreak (2004)
- Mahou Sentai Magiranger vs. Dekaranger (2006)
- Tokusou Sentai Dekaranger - 10 years after (2015)
- Space squad - Episode zero: Girls in trouble (2017)
- Space squad: Gavan vs dekaranger (2017)
- Tokusou Sentai Dekaranger 20th: Fireball Booster (特捜戦隊デカレンジャー 20th ファイヤーボール・ブースター, Tokusō Sentai Dekarenjā Tuentīsu Faiyābōru Būs utā ) là bộ phim V-Cinema sắp ra mắt năm 2024, dự kiến ra rạp vào Mùa hè năm 2024 và sẽ lên lịch phát hành video vào Ngày 13 tháng 11 năm 2024 để kỷ niệm 20 năm kết thúc series, đưa Dekaranger trở thành sentai thứ ba nhận được bộ phim kỷ niệm 20 năm đặc biệt sau Ninpuu Sentai Hurricaneger và Bakuryū Sentai Abaranger.

## Diễn viên

### Chính
- Furukawa Toshio (古川 登志夫): Narrator
- Sainei Ryūji (載寧 龍二/さいねい 龍二): Ban (Akaza Banban)/Deka Red, Banoshin Akaza (18)
- Hayashi Tsuyoshi (林 剛史): Hoji (Tomasu Houji)/Deka Blue
- Itō Yōsuke (伊藤 陽佑): Sen-Chan (Enari Senichi)/Deka Green
- Kinoshita Ayumi (木下 あゆ美): Jasmine (Reimon Marika)/Deka Yellow, Riruru (35)
- Kikuchi Mika (菊地 美香): Umeko (Kodou Koume)/Deka Pink, Công chúa Io (31)
- Yoshida Tomokazu (吉田 友一): Tetsu (Aira Tekkan)/Deka Break
- Inada Tetsu (稲田 徹): Doggy Krugger/Deka Master (voice)
- Ishino Mako (石野 真子): Swan-San (Shiratori Swan)/Deka Swan
- Nanamori Mie (七森 美江): Lisa Teagle/Deka Bright (40)
- Niiyama Chiharu (新山 千春): Marie Gold/Deka Gold (Movie)
- Kishino Kazuhiko (岸野 一彦): Numa O (Voice)
- Nakao Ryūsei (中尾 隆聖): Abrella (Voice)

### Trang phục
- Fukuzawa Hirofumi (福沢 博文): Deka Red, Deka-Base-Robo, Gyoku Rou (47,50)
- Imai Yasuhiko (今井 靖彦): Deka Blue, Deka-Wing-Robo, Chou San (35)
- Mimura Kōji (三村 幸司): Deka Green
- Hashimoto Keiko (橋本 恵子): Deka Yellow
- Kojima Miho (小島 美穂) và Nakagawa Motokuni (中川 素州): Deka Pink
- Ōiwa Hisanori (大岩 永徳): Deka Break
- Kusaka Hideaki (日下 秀昭): Doggy Krugger/Deka Master, Deka Ranger-Robo, Shake (9-10, cũng lồng tiếng)
- Ono Yūki (小野 友紀): DekaSwan, Mime (39)
- Okamoto Yoshinori (岡本 美登): Abrella, Ganjaba (38, Also Voice), Winsky (Movie, cũng lồng tiếng)
- Okamoto Jirō (岡元 次郎): Igaroid, Uniga (49-50)

### Khác
- Futamata Issei (二又 一成): Porupo (Voice) (1)
- Ishiyama Yūdai (石山 雄大): Miyauchi (Detective) (1)
- Kikuchi Takanori (菊池 隆則): Don Moyaida (1-2)
- Yoshiki Risa (吉木 りさ): Erika (3-4)
- Yamaguchi Edo (エド 山口): Toshiro (bố Erika) (3-4)
- Fujii Kayoko (藤井 佳代子): Kyoko (mẹ Erika) (3-4)
- Sakai Keikō (酒井 敬幸): Hell Heaven (Voice) (3)
- Tobe Kōji (戸部 公璽): Kebakia (Voice) (3-4)
- Minosuke (みのすけ): Iwaki / Mano Mark (5)
- Miyake Kenta (三宅 健太): Bayldon (Voice)(5)
- Hayashi Tomoka (林 知花): Karsus (6)
- Fukuda Mineko (福田 峰子): Yoshimi / Karmia (6)
- Numata Yūsuke (沼田 祐介): Bridy (Voice) (6)
- Uemura Yuto (上村 祐翔): Hikaru (7-8)
- Takato Yasuhiro (高戸 靖広): Dagonail (Voice) (7-8)
- Nakai Kazuya (中井 和哉): Igaroid (Voice), Uniga (Voice) (49-50)
- Nakamoto Nana (中本 奈奈): Maira (9-10)
- Kashiwa Yukina (柏 幸奈): Tiara (Girl) (9-10)
- Gōmoto Naoya (郷本 直也): Vino / Gigantes (Voice) (11)
- Nakayama Sara (中山 さら): Amy (Voice) (12)
- Hiyama Nobuyuki (檜山 修之): Ben G (Voice) (13, Dekaranger vs. Abaranger)
- Egawa Hisao (江川 央生): Pherlee (Voice) (14)
- Ayatsuki Takaō (彩月 貴央): Flora (15-16)
- Koyatsu Hisanori (小谷津 央典): Meteus (Voice) (15-16)
- Sakano Dandy (ダンディ 坂野): Wang / Yie-Ar (17)
- Iwao Mantaro (岩尾 万太郎): Beetonin (Voice) (18)
- Hori Yukitoshi (堀 之紀): Ginche / Fake Hoji (Voice) (19)
- Seki Tomokazu (関 智一): Bizgore (Voice) (20)
- Sakurai Toshiharu (桜井 敏治): Bon Goblin (Voice) (21-22)
- Tsuchida Hiroshi (土田 大): Blitz (Voice) (21-23)
- Gamō Mayu (蒲生 麻由): Succubus (21-23, Dekaranger vs. Abaranger)
- Shimada Bin (島田 敏): Alpaci (Voice) (24), Korachek (Voice) (40)
- Matsumoto Sachi (松本 さち): Alpaci Jr. (Voice) (24)
- Kuroda Takaya (黒田 崇矢): Goldom (Voice) (24)
- Suzuki Reiko (鈴木 れい子): Hakutaku (Voice of Alien-Form) (25,34,49)
- Konno Narumi (近野 成美): Hakutaku (Girl Form) (25)
- Siono Katsumi (塩野 勝美): Byooi (Voice) (25)
- Takashina Toshitsugu (高階 俊嗣): Jilva (Voice) (26,45)
- Sato Masaharu (佐藤 正治): Durden (Voice) (26)
- Simoyama Yoshimitsu (下山 吉光): Biering (Voice) (26)
- Tsukui Kyōsei (津久井 教生): Niwande (Voice) (27)
- Ōbayashi Masaru (大林 勝): Millibal (27), DekaBright (Stunt) (40)
- Makino Haru (牧野 晴): Kenta (28)
- Sakaguchi Kōichi (坂口 候一): Borapeno (Voice) (28)
- Noda Keiichi (野田 圭一): Genio (Voice) (28-29)
- Aja (あじゃ): Faraway (30)
- Ueguchi Kōhei (上口 耕平): Piroji (30)
- Ōtomo Ryūzaburō (大友 龍三郎): Kazakku (Voice) (Dekaranger vs. Abaranger)
- Kosugi Yuji (小杉 勇二): Gocha (31)
- Kawano Shizuka (河野 しずか): Machika (31)
- Tōchika Kōichi (遠近 孝一): Jackill (Voice) (31)
- Kusumi Naomi (楠見 尚己): Buntar (Voice) (32,33,36)
- Tanaka Sōichirou (田中 総一郎): Sanoa (Voice) (32-33)
- Kawazu Yasuhiko (川津 泰彦): Zootaku (Voice) (32-33)
- Teppōzuka Yōko (鉄炮塚 葉子: Gin (Voice) (34,49)
- Yamaguchi Kappei (山口 勝平): Ginerca (Voice) (34)
- Takase Akimitsu (高瀬 右光): Deecho (Voice) (34)
- Kitajima Junji (北島 淳司): Shirogar (Voice) (34)
- Kato Seizō (加藤 精三): Chou San (Voice) (35)
- Tanaka Ryōichi (田中 亮一): Raja Namnern (Voice) (35)
- Fujita Seiji (藤田 清二): Goreng Yasi (Voice) (35)
- Nanaeda Minoru (七枝 実): Yum Tomkung (Voice) (35)
- Tatsuta Naoki (龍田 直樹): Haimaru (Voice) (36)
- Tanaka Chie (田中 千絵): Teresa (37)
- Tsujimoto Yūki (辻本 祐樹): Claud (37)
- Nakagawa Shoko (中川 翔子): Yaako (38)
- Tomizawa Michie (富沢 美智恵): Mime (Voice) (39)
- Tajima Kengo (田島 健吾): Sen-Chan (Boyhood) (41)
- Takayama Minami (高山 みなみ): Jingi (Voice) (41)
- Egawa Daisuke (江川 大輔): Don Bianco (Voice) (41)
- Sōya Shigenori (宗矢 樹頼): Don Burako (Voice) (41)
- Ikeda Kaori (池田 香織): Miwa (em gái Hoji) (42-43)
- Shibamoto Hiroyuki (柴本 浩行): Nikareda (42) (Voice)
- Kiyokawa Motomu (清川 元夢): Dr. Monteen (Voice) (42)
- Kusao Takeshi (草尾 毅): Biscus (Voice) (44)
- Shibata Hidekatsu (柴田 秀勝): Doggy's master (Voice) (44)
- Matsuno Taiki (松野 太紀): Barcho (Voice) (26,45)
- Matsumoto Hiroyuki (松本 博之): Hironobu (46)
- Hosoi Osamu (細井 治): Mashu (Voice) (46)
- Hamada Kenji (浜田 賢二): Terry-X (Voice) (47)
- Namikawa Daisuke (浪川 大輔): Gyoku Rou (Voice) (47,50)
- Shioya Kōzō (塩屋 浩三): Jellyfis (Voice) (48)
- Sonobe Keiichi (園部 啓一): Angol (Voice) (49-50)
- Kishi Yūji (岸 祐二) từ Gekisou Sentai Carranger: Ganymede (Voice) (49-50)
- Shinohara Emi (篠原 恵美): Sukira (Voice) (49-50)
- Endo Kenichi (遠藤 憲一) từ Ninja Sentai Kakuranger: Volgar (Movie)
- Tamura Maroshi (田村 円) từ Gosei Sentai Dairanger: Brandel (Voice) (Movie)
- Amamatsuri Akiko (天祭 揚子) từ Gosei Sentai Dairanger: Geen (Voice) (Movie)
- Sasaki Isao (ささき いさお): Michael Micson (Voice) (Movie and Ending Clip) Also singing the ending theme, "Midnight Dekaranger"
- Yamamoto Azusa (山本 梓) từ Ninpuu Sentai Hurricaneger: A Student (Movie)
- Fukuzumi Mio (福澄 美緒) từ Ninpuu Sentai Hurricaneger: A Student (Movie)
- Nagasako Takashi (長嶝 高士): Babon (Voice) (Magiranger vs. Dekaranger)

## Bài hát
Đầu
- "Tokusou Sentai Dekaranger" (特捜戦隊デカレンジャー Tokusō Sentai Dekarenjā?)
  - Lời: Yoshimoto Yumi
  - Sãng tác: Miyazaki Ayumi
  - Sắp xếp: Kyōda Seiichi
  - Nghệ sĩ: Psychic Lover

Kết
- "Midnight Dekaranger" (ミッドナイト デカレンジャー Middonaito Dekarenjā?)
  - Lời: Fujibayashi Shoko
  - Sáng tác: Takatori Hideaki
  - Sắp xếp: Kameyama Kōichi
  - Nghệ sĩ: Sasaki Isao
- "girls in trouble! DEKARANGER" (gāruzu in toraburu! Dekarenjā?)
  - Lời: Fujibayashi Shoko
  - Sáng tác: Yūmao
  - Sắp xếp: Nishihata Sachiko (西端 幸彦? Tây Đoan Hạnh Ngạn)
  - Nghệ sĩ: Kinoshita Ayumi & Kikuchi Mika với the Dekaren Boys

Xen kẽ
- "Buddy Murphy ~ Murphy wa Tomodachi" (Buddy Murphy～マーフィーはともだち Badī Māfī ~ Māfī wa Tomodachi?) thể hiện bởi Horie Mitsuko và SP Junior Chorus
- "Build Up! Dekaranger Robo" (ビルドアップ！デカレンジャーロボ Birudo Appu! Dekarenjā Robo?) thể hiện bởi Takatori Hideaki
- "DekaBreak Zenkai!!" (デカブレイク全開!! DekaBureiku Zenkai!!?) thể hiện bởi Endo Masaaki
- "DekaMaster NEVER STOP" (デカマスターNEVER STOP DekaMasutā Nebā Sutoppu?) thể hiện bởi Sasaki Isao
- "Dekaranger Action" (デカレンジャーアクション Dekarenjā Akushon?) thể hiện bởi Psychic Lover
- "Dekaranger Taisō" (デカレンジャーたいそう Dekarenjā Taisō?) thể hiện bởi Ban (Sainei Ryuuji) và SP Junior Chorus
- "SWAT ON Dekaranger" (SWAT ON デカレンジャー Suwatto On Dekarenjā?) thể hiện bởi Psychic Lover
- "Tobe yo DekaWing Robo!" (飛べよデカウイングロボ！ Tobe yo DekaUingu Robo!?) thể hiện bởi Takatori Hideaki

Bài hát nhân vật
- "BANG! BANG!" thể hiện bởi Ban (Sainei Ryuuji)
- "BLUE is the SKY" thể hiện bởi Hoji (Hayashi Tsuyoshi)
- "railway to happiness ~ Itsumo Waratte Irareru Yō ni" (railway to happiness～いつも笑っていられるように rēruwei tsu happinesu ~ Itsumo Waratte Irareru Yō ni?) thể hiện bởi Sen (Ito Yousuke)
- "hard Rain ~ Yamanai Ame wa Nai" (hard rain～止まない雨はない hādo rein ~Yamanai Ame wa Nai?) thể hiện bởi Jasmine (Kinoshita Ayumi)
- "Sunao ~ Ima o Shinjite" (すなお～今を信じて?) thể hiện bởi Umeko (Kikuchi Mika)
- "TETSU" no Ishi de! ("TETSU"の意志で！?) thể hiện bởi Tetsu (Yoshida Tomokazu)
- "Mother Universe" thể hiện bởi Swan (Ishino Mako)

## Dụng cụ
- SP License (SPライセンス Esupī Raisensu?)

Dụng cụ biến thân của 5 Dekaranger và cũng là thiết bị liên lạc, phân tích, chụp ảnh, phán quyết tội phạm. SP License cũng là giấy phép của các Dekaranger.
- Master License (マスターライセンス Masutā Raisensu?)

Dụng cụ biến thân của DekaMaster, chỉ dành riêng cho chỉ huy của những phân khu. Chức năng giống hệt SP License.
- BraceThrottle (ブレスロットル Buresurottoru?)

Dụng cụ biến thân được đặt trên cổ tay trái của Tokkyou (Tetsu thì có chữ VI, Lisa thì có chữ IVI (VII)), còn dùng để liên lạc và phán xét tội phạm. Ngoài ra còn có khả năng tiếp thêm sức mạnh nguyên tố cho những đòn tấn công theo ý người sử dụng.
- Swan License (スワンライセンス Suwan Raisensu?)

Dụng cụ biến thân của Shiratori Swan, chức năng giống hệt SP License nhưng Swan-san chỉ được phép biến thân 1 lần trong 4 năm.
- SP Shooter (SPシューター Esupī Shūtā?)

Một khẩu súng ngắn được trang bị bên túi quần của những Dekaranger và Tokkyou khi chưa biến thân.
- D-Magnum (ディーマグナム Dī Magunamu?)

Vũ khí cá nhân của DekaRed (Ban). Là hai khẩu súng mang hình dáng của Patrol Striker (DekaMachine của Ban). Có hỏa lực tốt và có thể kết hợp hai khẩu súng lại thành Hybrid Magnum (ハイブリッドマグナム Haiburiddo Magunamu), hỏa lực đủ mạnh để kết liễu đối thủ.
- D-Knuckle (ディーナックル Dī Nakkuru?)

Vũ khí có hình dạng nắm đấm, được trang bị cho DekaBlue, DekaGreen, DekaYellow và DekaPink. Tăng sức mạnh cho cú đấm lên đối phương.
- D-Rod (ディーロッド Dī Roddo?)

Vũ khí giống dùi cui của cảnh sát, được trang bị cho DekaBlue (Hoji) và DekaGreen (Sen). Có thể kết hợp với D-Knuckle tạo thành D-Sniper (cho Hoji) hoặc D-Blaster (cho Sen).
- D-Stick (ディースティック Dī Sutikku?)

Vũ khi giống jitte, được trang bị cho DekaYellow (Jasmine) và DekaPink (Umeko). Có thể kết hợp với D-Knuckle tạo thành D-Shot.
- D-Sword Vega (ディーソード・ベガ Dī Sōdo Bega?)

Vũ khí của DekaMaster (Doggie), có hình dạng một thanh kiếm có một cái đầu chó sói. Ban đầu, lưỡi kiếm trông rất cũ kỹ khi đầu chó sói chưa mở miệng. Khi Doggie kích hoạt, đầu chó sói sẽ mở miệng biến phần lưỡi kiếm trở nên sắc bén. Tất sát kỹ: Vega Slash.
Ngoài ra, nó còn có tính năng giống như một khẩu súng.
- D-Revolver (ディーリボルバー Dī Riborubā?)

Vũ khí chính của Dekaranger khi ở SWAT Mode. Có hình dạng một khẩu súng lớn có 2 nòng. Hỏa lực mạnh hơn cả Hybrid Magnum. Khi kết hợp với SP License có thể trở thành vũ khí kết liễu Alienazer.